# Olympische Sommerspiele 1924/Teilnehmer (Spanien)
| Gelbes Symbol für Goldmedaillen mit stilisierten Olympischen Ringen | Graues Symbol für Silbermedaillen mit stilisierten Olympischen Ringen | Braundes Symbol für Bronzemedaillen mit stilisierten Olympischen Ringen |
| ------------------------------------------------------------------- | --------------------------------------------------------------------- | ----------------------------------------------------------------------- |
| —                                                                   | —                                                                     | —                                                                       |

Spanien nahm an den Olympischen Sommerspielen 1924 in Paris mit einer Delegation von 95 Athleten (93 Männer und 2 Frauen) an 44 Wettkämpfen in 15 Wettbewerben teil. Ein Medaillengewinn gelang keinem der Athleten.

## Teilnehmer nach Sportarten

### Boxen
- Ruperto Biete
Fliegengewicht: im Achtelfinale ausgeschieden
- Lorenzo Vitria
Fliegengewicht: im Viertelfinale ausgeschieden
- Antonio Sánchez
Bantamgewicht: im Achtelfinale ausgeschieden
- José Pastor
Bantamgewicht: im Viertelfinale ausgeschieden
- Emilio Bautista
Federgewicht: im Achtelfinale ausgeschieden
- Luis Bru
Federgewicht: in der 1. Runde ausgeschieden
- Vicente Valdero
Leichtgewicht: im Achtelfinale ausgeschieden

### Fechten
Männer
- Juan Delgado
Florett: im Halbfinale ausgeschieden
Florett Mannschaft: in der 1. Runde ausgeschieden
Degen Mannschaft: im Halbfinale ausgeschieden
- Diego Díez
Florett: in der 2. Runde ausgeschieden
Florett Mannschaft: in der 1. Runde ausgeschieden
Degen Mannschaft: im Halbfinale ausgeschieden
- Santiago García
Florett: in der 2. Runde ausgeschieden
Florett Mannschaft: in der 1. Runde ausgeschieden
- Félix de Pomés
Florett: in der 1. Runde ausgeschieden
Degen: in der 1. Runde ausgeschieden
Florett Mannschaft: in der 1. Runde ausgeschieden
Degen Mannschaft: im Halbfinale ausgeschieden
- Diego García
Degen: im Halbfinale ausgeschieden
Florett Mannschaft: in der 1. Runde ausgeschieden
Degen Mannschaft: im Halbfinale ausgeschieden
- Miguel Zabalza
Degen: in der 1. Runde ausgeschieden
Degen Mannschaft: im Halbfinale ausgeschieden
- César Miguel
Degen: in der 1. Runde ausgeschieden
- Jesús López de Lara
Degen Mannschaft: im Halbfinale ausgeschieden
Säbel Mannschaft: im Viertelfinale ausgeschieden
- Julio González
Säbel: in der 1. Runde ausgeschieden
Säbel Mannschaft: im Viertelfinale ausgeschieden
- Manuel Toledo
Säbel: in der 1. Runde ausgeschieden
- Fernando Guillén
Säbel: in der 1. Runde ausgeschieden
Säbel Mannschaft: im Viertelfinale ausgeschieden
- Julián de Olivares y Bruguera
Säbel: in der 1. Runde ausgeschieden
Säbel Mannschaft: im Viertelfinale ausgeschieden
- Jaime Mela
Säbel Mannschaft: im Viertelfinale ausgeschieden

### Fußball
- in der Vorrunde ausgeschieden
Francisco Gamborena
Carmelo Goyenechea
Jesús Larraza
José María Peña
Josep Samitier
Juan Monjardín
Luis Casas Pasarín
Marcelino Aguirrezabala
Pedro Vallana
Ricardo Zamora
Vicenç Piera

### Kunstwettbewerbe
- José Clará

### Leichtathletik
- Félix Mendizábal
100 m: im Viertelfinale ausgeschieden
200 m: im Vorlauf ausgeschieden
4-mal-100-Meter-Staffel: im Vorlauf ausgeschieden
- Diego Ordóñez
100 m: im Vorlauf ausgeschieden
200 m: im Vorlauf ausgeschieden
4-mal-100-Meter-Staffel: im Vorlauf ausgeschieden
- Juan Junqueras
100 m: im Vorlauf ausgeschieden
200 m: im Viertelfinale ausgeschieden
4-mal-100-Meter-Staffel: im Vorlauf ausgeschieden
- José-María Larrabeiti
100 m: im Vorlauf ausgeschieden
200 m: im Vorlauf ausgeschieden
4-mal-100-Meter-Staffel: im Vorlauf ausgeschieden
- Joaquín Miquel
5000 m: im Vorlauf ausgeschieden
3000 m Mannschaft: im Vorlauf ausgeschieden
- Miguel Palau
5000 m: im Vorlauf ausgeschieden
3000 m Mannschaft: im Vorlauf ausgeschieden
Querfeldeinlauf: Rennen nicht beendet
- Dionisio Carreras
Marathon: 9. Platz
- Jesús Diéguez
3000 m Mannschaft: im Vorlauf ausgeschieden
Querfeldeinlauf: Rennen nicht beendet
Querfeldeinlauf Mannschaftswertung: Rennen nicht beendet
- José Andía
3000 m Mannschaft: im Vorlauf ausgeschieden
Querfeldeinlauf: Rennen nicht beendet
Querfeldeinlauf Mannschaftswertung: Rennen nicht beendet
- Fabián Velasco
3000 m Mannschaft: im Vorlauf ausgeschieden
Querfeldeinlauf: 13. Platz
Querfeldeinlauf Mannschaftswertung: Rennen nicht beendet
- Amador Palma
Querfeldeinlauf: Rennen nicht beendet
Querfeldeinlauf Mannschaftswertung: Rennen nicht beendet
- Miguel Peña
Querfeldeinlauf: 13. Platz
Querfeldeinlauf Mannschaftswertung: Rennen nicht beendet
- Gabino Lizarza
Diskuswurf: 28. Platz

### Polo
- 4. Platz
Álvaro de Figueroa
Luis de Figueroa
Rafael Fernández
Hernando Fitz-James Stuart y Falcó
Leopoldo Saínz de la Maza
Justo San Miguel

### Reiten
- José María Álvarez
Springreiten: 9. Platz
Springreiten Mannschaft: 8. Platz
- Nemesio Martínez
Springreiten: 16. Platz
Springreiten Mannschaft: 8. Platz
- José Navarro Morenes
Springreiten: 30. Platz
Springreiten Mannschaft: 8. Platz
- Emilio López
Springreiten: ausgeschieden
Springreiten Mannschaft: 8. Platz

### Ringen
- Jordán Vallmajo
Federgewicht, griechisch-römisch: in der 2. Runde ausgeschieden
- Domingo Sánchez
Federgewicht, griechisch-römisch: in der 2. Runde ausgeschieden
- Francisco Solé
Leichtgewicht, griechisch-römisch: in der 3. Runde ausgeschieden
- Eladio Vidal
Mittelgewicht, griechisch-römisch: in der 3. Runde ausgeschieden

### Rudern
- Josep Balcells
Vierer mit Steuermann: im Vorlauf ausgeschieden
- Leandro Coll
Vierer mit Steuermann: im Vorlauf ausgeschieden
Achter mit Steuermann: im Vorlauf ausgeschieden
- Jaime Giralt
Vierer mit Steuermann: im Vorlauf ausgeschieden
Achter mit Steuermann: im Vorlauf ausgeschieden
- Ricardo Massana
Vierer mit Steuermann: im Vorlauf ausgeschieden
Achter mit Steuermann: im Vorlauf ausgeschieden
- Luis Omedes Sistachs
Vierer mit Steuermann: im Vorlauf ausgeschieden
Achter mit Steuermann: im Vorlauf ausgeschieden
- Juan Riba
Achter mit Steuermann: im Vorlauf ausgeschieden
- Enrique Pérez
Achter mit Steuermann: im Vorlauf ausgeschieden
- Eliseo Morales
Achter mit Steuermann: im Vorlauf ausgeschieden
- José Martínez
Achter mit Steuermann: im Vorlauf ausgeschieden
- José Luis Lasplazas
Achter mit Steuermann: im Vorlauf ausgeschieden

### Schießen
- José María de Palleja
Trap: Wettkampf nicht beendet

### Schwimmen
Männer
- José Manuel Pinillo
100 m Freistil: im Vorlauf ausgeschieden
4-mal-200-Meter-Freistil-Staffel: im Vorlauf ausgeschieden
- Pedro Méndez
400 m Freistil: im Vorlauf ausgeschieden
1500 m Freistil: im Vorlauf ausgeschieden
4-mal-200-Meter-Freistil-Staffel: im Vorlauf ausgeschieden
- Julio Peredejordi
4-mal-200-Meter-Freistil-Staffel: im Vorlauf ausgeschieden
- Ramón Berdomás
4-mal-200-Meter-Freistil-Staffel: im Vorlauf ausgeschieden

### Segeln
- Santiago Amat
Monotyp 1924: 4. Platz
6-Meter-Klasse: 8. Platz
- Arturo Mas
6-Meter-Klasse: 8. Platz
- Pedro Pi
6-Meter-Klasse: 8. Platz

### Tennis
- Manuel Alonso
Einzel: im Achtelfinale ausgeschieden
Doppel: im Viertelfinale ausgeschieden
- Francisco Sindreu
Einzel: in der 1. Runde ausgeschieden
- Eduardo Flaquer
Einzel: in der 2. Runde ausgeschieden
Doppel: im Achtelfinale ausgeschieden
Mixed: im Viertelfinale ausgeschieden
- Raimundo Morales
Einzel: in der 1. Runde ausgeschieden
- José María Alonso
Doppel: im Viertelfinale ausgeschieden
- Ricardo Saprissa
Doppel: im Achtelfinale ausgeschieden
Mixed: in der 1. Runde ausgeschieden
- Lilí Álvarez
Einzel: im Viertelfinale ausgeschieden
Doppel: im Achtelfinale ausgeschieden
Mixed: im Viertelfinale ausgeschieden
- Rosa Torras
Einzel: im Achtelfinale ausgeschieden
Doppel: im Achtelfinale ausgeschieden
Mixed: in der 1. Runde ausgeschieden

### Wasserball
- im Viertelfinale ausgeschieden
Manuel Basté
Enrique Granados
Jaime Cruells
José Fontanet
Francisco Gibert
Luis Gibert
José María Puig

### Wasserspringen
Männer
- Santiago Ulio
10 m Turmspringen: in der 1. Runde ausgeschieden
Turmspringen einfach: in der 1. Runde ausgeschieden
- Antonio de Tort
10 m Turmspringen: in der 1. Runde ausgeschieden
Turmspringen einfach: in der 1. Runde ausgeschieden
- Francisco Ortíz
Turmspringen einfach: in der 1. Runde ausgeschieden